# Langues en Suède
Le suédois est la langue officielle de la Suède et est parlé par la grande majorité des dix millions d'habitants du pays. C'est une langue germanique septentrionale et assez semblable à ses langues-sœurs germaniques septentrionales, le danois et le norvégien.

## Le suédois
Le Royaume de Suède est un État-nation pour le peuple suédois, et en tant que tel, leur langue nationale est tenue en très haute estime. Des à peu près neuf millions de personnes de Suède, presque tous parlent le suédois au moins comme deuxième langue, et la majorité comme première langue (7 825 000, selon Ethnologue). Le suédois est également une langue officielle de la Finlande où il est parlé par un large nombre de Finlandais suédophones. La langue est aussi parlée par les descendants à quelques degrés de Suédois vivants ailleurs qu'en Suède, par exemple, un peu plus d'un demi-million de personnes d'ascendance suédoise parle la langue, selon Ethnologue.
Nombre de dialectes du suédois existent, dont certains sont assez divergents du suédois standard pour être considérés comme des langues séparées.

### Dalécarlien
Le groupe de dialectes dalécarlien (ou elfdalien) est hautement hétérogène, même au sein de lui-même, donc les locuteurs des sous-dialectes ne peuvent pas toujours se comprendre les uns les autres. Les dialectes de ce groupe sont parlées dans les zones du Nord de la province de Dalécarlie, spécialement dans la commune d'Älvdalen, peuplée de 1 500 habitants.

### Gotlandais
Le gotlandais est une langue parlée sur les iles de Gotland et Fårö. C'est une question ouverte de savoir si le gotlandais doit être considéré comme une langue indépendante ou un dialecte scandinave. Il dérive, toutefois, du vieux gotlandais, qui est indiscutablement une branche séparée de la famille du vieux norrois.

### Iemptlandais
Principalement parlé dans le Jämtland (Iemtia en latin), mais avec une population de locuteurs disséminée dans le reste de la Suède, le jämtlandais est une langue germanique septentrionale avec 95 % de similarité lexicale avec le norvégien et le suédois, mais généralement plus archaïque. Il a une population de 30 000 locuteurs natifs.

### Scanien
Parlé par quelque 800 000 personnes dans la province de Scanie (Skåne en suédois), le scanien est considéré par certains comme un dialecte du danois, et un dialecte relié est également parlé à Bornholm, où il est appelé "danois de l'Est" (la Scanie ayant fait partie du Royaume de Danemark jusqu'en 1658), la variété parlée aujourd'hui est fortement influencée par le suédois standard.

## Les langues minoritaires officiellement reconnues
Cinq langues jouissent d'une reconnaissance officielle en tant que langues minoritaires :
- le finnois ;
- le meänkieli (finnois tornédalien) ;
- le same (lapon) ;
- le romani ;
- le yiddish.

## Les langues étrangères
89 % des Suédois parlent l'anglais à des degrés divers, surtout chez les plus jeunes. 
L'allemand est la seconde langue étrangère la plus parlée, suivi du français.